# Partecipanti alla Liegi-Bastogne-Liegi 2025
Elenco dei partecipanti alla Liegi-Bastogne-Liegi 2025.
La Liegi-Bastogne-Liegi 2025 è stata la centoundicesima edizione della corsa. Alla competizione presero parte 25 squadre: le 18 UCI World Tour 2025 e 7 UCI ProTeam.
Ciascuna delle squadre è composta da 7 ciclisti, per un totale di 175 ciclisti accreditati alla partenza, di cui solo 129 sono arrivati sul traguardo di Liegi.

## Corridori per squadra
Nota: R ritirato, NP non partito, FT fuori tempo, SQ squalificato
| UAE Team Emirates XRG      | UAE Team Emirates XRG      | UAE Team Emirates XRG      | Team Picnic PostNL    | Team Picnic PostNL    | Team Picnic PostNL    | Soudal Quick-Step       | Soudal Quick-Step       | Soudal Quick-Step       |
| -------------------------- | -------------------------- | -------------------------- | --------------------- | --------------------- | --------------------- | ----------------------- | ----------------------- | ----------------------- |
| Nº                         | Ciclista                   | Clas.                      | Nº                    | Ciclista              | Clas.                 | Nº                      | Ciclista                | Clas.                   |
| 1                          | Tadej Pogačar              | 1º                         | 11                    | Romain Bardet         | 82º                   | 21                      | Remco Evenepoel         | 59º                     |
| 2                          | Felix Großschartner        | 101º                       | 12                    | Warren Barguil        | R                     | 22                      | Gil Gelders             | R                       |
| 3                          | Vegard S. Laengen          | R                          | 13                    | Romain Combaud        | R                     | 23                      | Max Schachmann          | 92º                     |
| 4                          | Brandon McNulty            | 26º                        | 14                    | Chris Hamilton        | 76º                   | 24                      | Pieter Serry            | R                       |
| 5                          | Domen Novak                | 102º                       | 15                    | Enzo Leijnse          | R                     | 25                      | Mauri Vansevenant       | 35º                     |
| 6                          | Pavel Sivakov              | 38º                        | 16                    | Oscar Onley           | 12º                   | 26                      | Ilan Van Wilder         | 89º                     |
| 7                          | Florian Vermeersch         | R                          | 17                    | Kevin Vermaerke       | R                     | 27                      | Louis Vervaeke          | R                       |
| Q36.5 Pro Cycling Team     | Q36.5 Pro Cycling Team     | Q36.5 Pro Cycling Team     | Arkéa-B&B Hotels      | Arkéa-B&B Hotels      | Arkéa-B&B Hotels      | Red Bull-Bora-Hansgrohe | Red Bull-Bora-Hansgrohe | Red Bull-Bora-Hansgrohe |
| Nº                         | Ciclista                   | Clas.                      | Nº                    | Ciclista              | Clas.                 | Nº                      | Ciclista                | Clas.                   |
| 31                         | Thomas Pidcock             | 9º                         | 41                    | Kévin Vauquelin       | 50º                   | 51                      | Maxim Van Gils          | R                       |
| 32                         | Xabier Azparren            | 87º                        | 42                    | Anthony Delaplace     | 95º                   | 52                      | Roger Adrià             | 27º                     |
| 33                         | Marcel Camprubi            | 123º                       | 43                    | Raúl García Pierna    | 97º                   | 53                      | Jonas Koch              | 124º                    |
| 34                         | David de la Cruz           | 86º                        | 44                    | Simon Guglielmi       | 128º                  | 54                      | Daniel Martínez         | 7º                      |
| 35                         | Mark Donovan               | R                          | 45                    | Laurens Huys          | R                     | 55                      | Gianni Moscon           | R                       |
| 36                         | Milan Vader                | 77º                        | 46                    | Mathis Le Berre       | 106º                  | 56                      | Giulio Pellizzari       | 57º                     |
| 37                         | Nickolas Zukowsky          | 125º                       | 47                    | Louis Rouland         | 78º                   | 57                      | Frederik Wandahl        | 75º                     |
| Tudor Pro Cycling Team     | Tudor Pro Cycling Team     | Tudor Pro Cycling Team     | Israel-Premier Tech   | Israel-Premier Tech   | Israel-Premier Tech   | Ineos Grenadiers        | Ineos Grenadiers        | Ineos Grenadiers        |
| Nº                         | Ciclista                   | Clas.                      | Nº                    | Ciclista              | Clas.                 | Nº                      | Ciclista                | Clas.                   |
| 61                         | Julian Alaphilippe         | 58º                        | 71                    | Aleksej Lucenko       | 40º                   | 81                      | Carlos Rodríguez        | 33º                     |
| 62                         | Marco Brenner              | 104º                       | 72                    | George Bennett        | NP                    | 82                      | Laurens De Plus         | 81º                     |
| 63                         | Miká Heming                | R                          | 73                    | Joseph Blackmore      | 32º                   | 83                      | Tobias Foss             | R                       |
| 64                         | Marc Hirschi               | 45º                        | 74                    | Simon Clarke          | 62º                   | 84                      | Bob Jungels             | R                       |
| 65                         | Yannis Voisard             | 105º                       | 75                    | Jakob Fuglsang        | 96º                   | 85                      | Axel Laurance           | 8º                      |
| 66                         | Fabian Weiss               | R                          | 76                    | Nick Schultz          | 43º                   | 86                      | Magnus Sheffield        | 41º                     |
| 67                         | Hannes Wilksch             | 103º                       | 77                    | Stephen Williams      | R                     | 87                      | Geraint Thomas          | 93º                     |
| Lidl-Trek                  | Lidl-Trek                  | Lidl-Trek                  | Groupama-FDJ          | Groupama-FDJ          | Groupama-FDJ          | Alpecin-Deceuninck      | Alpecin-Deceuninck      | Alpecin-Deceuninck      |
| Nº                         | Ciclista                   | Clas.                      | Nº                    | Ciclista              | Clas.                 | Nº                      | Ciclista                | Clas.                   |
| 91                         | Mattias Skjelmose          | 39º                        | 101                   | Romain Grégoire       | 19º                   | 111                     | Quinten Hermans         | 47º                     |
| 92                         | Andrea Bagioli             | 6º                         | 102                   | Rémi Cavagna          | 118º                  | 112                     | Tobias Bayer            | 119º                    |
| 93                         | Julien Bernard             | 108º                       | 103                   | Kevin Geniets         | 52º                   | 113                     | Ramses Debruyne         | 80º                     |
| 94                         | Giulio Ciccone             | 2º                         | 104                   | Valentin Madouas      | 64º                   | 114                     | Gal Glivar              | 126º                    |
| 95                         | Patrick Konrad             | 63º                        | 105                   | Guillaume Martin      | 21º                   | 115                     | Xandro Meurisse         | 71º                     |
| 96                         | Thibau Nys                 | 5º                         | 106                   | Rudy Molard           | 56º                   | 116                     | Stan Van Tricht         | R                       |
| 97                         | Otto Vergaerde             | R                          | 107                   | Quentin Pacher        | 109º                  | 117                     | Emiel Verstrynge        | 14º                     |
| Decathlon AG2R La Mondiale | Decathlon AG2R La Mondiale | Decathlon AG2R La Mondiale | XDS Astana Team       | XDS Astana Team       | XDS Astana Team       | Bahrain Victorious      | Bahrain Victorious      | Bahrain Victorious      |
| Nº                         | Ciclista                   | Clas.                      | Nº                    | Ciclista              | Clas.                 | Nº                      | Ciclista                | Clas.                   |
| 121                        | Aurélien Paret-Peintre     | 18º                        | 131                   | Clément Champoussin   | 100º                  | 141                     | Santiago Buitrago       | 37º                     |
| 122                        | Clément Berthet            | 28º                        | 132                   | Nicola Conci          | 49º                   | 142                     | Pello Bilbao            | 29º                     |
| 123                        | Noa Isidore                | 115º                       | 133                   | Anton Kuzmin          | R                     | 143                     | Roman Ermakov           | R                       |
| 124                        | Jordan Labrosse            | 70º                        | 134                   | Christian Scaroni     | 23º                   | 144                     | Jack Haig               | 53º                     |
| 125                        | Nans Peters                | 74º                        | 135                   | Ide Schelling         | R                     | 145                     | Mathijs Paasschens      | 112º                    |
| 126                        | Callum Scotson             | 98º                        | 136                   | Diego Ulissi          | 36º                   | 146                     | Robert Stannard         | R                       |
| 127                        | Bastien Tronchon           | 46º                        | 137                   | Simone Velasco        | 4º                    | 147                     | Edoardo Zambanini       | 72º                     |
| Team Visma-Lease a Bike    | Team Visma-Lease a Bike    | Team Visma-Lease a Bike    | Movistar Team         | Movistar Team         | Movistar Team         | Cofidis                 | Cofidis                 | Cofidis                 |
| Nº                         | Ciclista                   | Clas.                      | Nº                    | Ciclista              | Clas.                 | Nº                      | Ciclista                | Clas.                   |
| 151                        | Tiesj Benoot               | 13º                        | 161                   | Enric Mas             | 99º                   | 171                     | Alex Aranburu           | 15º                     |
| 152                        | Tijmen Graat               | 113º                       | 162                   | Jorge Arcas           | R                     | 172                     | Valentin Ferron         | R                       |
| 153                        | Ben Tulett                 | 20º                        | 163                   | Nelson Oliveira       | 54º                   | 173                     | Ion Izagirre            | 34º                     |
| 154                        | Attila Valter              | 31º                        | 164                   | Davide Formolo        | 79º                   | 174                     | Jan Maas                | R                       |
| 155                        | Loe van Belle              | R                          | 165                   | Ruben Guerreiro       | 55º                   | 175                     | Sylvain Moniquet        | 68º                     |
| 156                        | Tosh Van Der Sande         | R                          | 166                   | Gregor Mühlberger     | R                     | 176                     | Paul Ourselin           | 122º                    |
| 157                        | Julien Vermote             | R                          | 167                   | Mathias Norsgaard     | R                     | 177                     | Dylan Teuns             | 88º                     |
| Uno-X Mobility             | Uno-X Mobility             | Uno-X Mobility             | EF Education-EasyPost | EF Education-EasyPost | EF Education-EasyPost | Team Jayco AlUla        | Team Jayco AlUla        | Team Jayco AlUla        |
| Nº                         | Ciclista                   | Clas.                      | Nº                    | Ciclista              | Clas.                 | Nº                      | Ciclista                | Clas.                   |
| 181                        | Magnus Cort Nielsen        | 84º                        | 191                   | Ben Healy             | 3º                    | 201                     | Ben O'Connor            | 44º                     |
| 182                        | Martin Urianstad           | R                          | 192                   | Kasper Asgreen        | 117º                  | 202                     | Koen Bouwman            | 73º                     |
| 183                        | Fredrik Dversnes           | 65º                        | 193                   | Samuele Battistella   | 90º                   | 203                     | Chris Harper            | 42º                     |
| 184                        | Ådne Holter                | 66º                        | 194                   | Alex Baudin           | 30º                   | 204                     | Michael Hepburn         | R                       |
| 185                        | Anders Johannessen         | 116º                       | 195                   | Neilson Powless       | 10º                   | 205                     | Michael Matthews        | 11º                     |
| 186                        | Andreas Leknessund         | 17º                        | 196                   | Archie Ryan           | 61º                   | 206                     | Mauro Schmid            | 22º                     |
| 187                        | Sakarias Koller Løland     | 67º                        | 197                   | Harry Sweeny          | 91º                   | 207                     | Filippo Zana            | 51º                     |
| Intermarché-Wanty          | Intermarché-Wanty          | Intermarché-Wanty          | Lotto                 | Lotto                 | Lotto                 | TotalEnergies           | TotalEnergies           | TotalEnergies           |
| Nº                         | Ciclista                   | Clas.                      | Nº                    | Ciclista              | Clas.                 | Nº                      | Ciclista                | Clas.                   |
| 211                        | Louis Barré                | 25º                        | 221                   | Lennert Van Eetvelt   | 16º                   | 231                     | Jordan Jegat            | 24º                     |
| 212                        | Kamiel Bonneu              | R                          | 222                   | Logan Currie          | 94º                   | 232                     | Rayan Boulahoite        | 129º                    |
| 213                        | Dries De Pooter            | R                          | 223                   | Jarrad Drizners       | R                     | 233                     | Mathieu Burgaudeau      | 69º                     |
| 214                        | Alexander Kamp             | R                          | 224                   | Arjen Livyns          | R                     | 234                     | Fabien Doubey           | 107º                    |
| 215                        | Gerben Kuypers             | R                          | 225                   | Eduardo Sepúlveda     | 83º                   | 235                     | Fabien Grellier         | 127º                    |
| 216                        | Tom Paquot                 | R                          | 226                   | Reuben Thompson       | 85º                   | 236                     | Valentin Retailleau     | 120º                    |
| 217                        | Georg Zimmermann           | 48º                        | 227                   | Jonas Gregaard        | 114º                  | 237                     | Baptiste Vadic          | R                       |
| Wagner Bazin WB            |                            |                            |                       |                       |                       |                         |                         |                         |
| Nº                         | Ciclista                   | Clas.                      |                       |                       |                       |                         |                         |                         |
| 241                        | Floris De Tier             | 60º                        |                       |                       |                       |                         |                         |                         |
| 242                        | Luca De Meester            | R                          |                       |                       |                       |                         |                         |                         |
| 243                        | Cériel Desal               | 110º                       |                       |                       |                       |                         |                         |                         |
| 244                        | Johan Meens                | 111º                       |                       |                       |                       |                         |                         |                         |
| 245                        | Henri-Francois Haquin      | 121º                       |                       |                       |                       |                         |                         |                         |
| 246                        | Leander Van Hautegem       | R                          |                       |                       |                       |                         |                         |                         |
| 247                        | Loïc Vliegen               | R                          |                       |                       |                       |                         |                         |                         |